# حلم أشرف (مسلسل)
حلم أشرف (بالتركية: Esref Rüya) هو مسلسل جريمة اكشن دراما رومانسي تركي عرض لأول مرة في مارس 2025. من إنتاج تيمز للإنتاج، وإخراج اولوش بيراقدار. وتأليف إتهيم أوزيشيك، لقمان مارال. بطولة جغتاي أولصوي وديميت أوزديمير ونجيب ميميلي.

## قصة المسلسل
دُفع أشرف إلى عالم الجريمة نتيجة تعرض حب حياته للخطر و وحدته التي نشأت من يتمه في سن مبكرة. ومع مرور السنوات، بنى هوية جعلته يفرض سيطرته على هذا العالم المظلم. بالنسبة له، الأيتام هم إخوته الذين استبدل بهم عائلته المفقودة... لكنها عائلة وُجدت في قلب الجريمة. بين حمله مسؤولية ثقيلة كرئيس للمنظمات السرية، وسعيه المستمر نحو السلام الذي طالما حلم به، يعيش أشرف صراعًا لا ينتهي. لكن ظهور ابريل المفاجئ في حياته سيجرّه إلى عاصفة غير متوقعة.

## وصلات خارجية
- حلم أشرف على موقع IMDb (الإنجليزية)
- حلم أشرف على موقع قاعدة بيانات الفيلم (الإنجليزية)